# 海登·布蘭克利
海登·喬爾·布蘭克利（2000年7月4日—）為澳大利亞男子籃球運動員，現效力於澳洲NBL One聯賽班克斯頓熊。

## 早年
布蘭克利的父親生於英國英格蘭萊斯特，母親生於中國大陸天津市，父母於1998年在澳大利亞結婚，布蘭克利生於澳大利亞新南威爾斯州悉尼伊斯特塢，好幾年春節布蘭克利全家會在中國大陸天津市度過。布蘭克利在12、13歲接觸了籃球，大學就讀了西德州農工大學三年，三年場均得分分別為3.2分、4.8分以及7.6分。

## 職業生涯
2022年8月，布蘭克利加盟東亞超級聯賽灣區翼龍。布蘭克利和兩位來自加拿大的隊友梁昀雷與林爵華都未持有中國大陸護照，但菲律賓籃球協會破例讓三人作為灣區翼龍的亞洲血緣球員（Asian heritage player），不視為外籍球員，但三人只能有兩位同時在場上。布蘭克利在PBA委員盃出賽24場，場均表現為13.4分、7.1籃板、2.3助攻，東亞超級聯賽冠軍週出賽3場，場均可挹注9.7分、4籃板，之後到澳大利亞效力班克斯頓熊，場均數據為21.9分、10.8籃板。2023年9月，新北國王簽下亞洲外籍球員布蘭克利，布蘭克利隨隊征戰東亞超級聯賽六場小組賽。12月30日，布蘭克利首次在P. LEAGUE+出賽，繳出13分、4籃板。2024年9月，中国男子篮球职业联赛吉林东北虎宣布與布蘭克利完成簽約。2024年10月，吉林东北虎取消註冊布蘭克利，布蘭克利代表吉林东北虎出賽兩場，未進帳任何得分。2024年11月，東亞超級聯賽香港東方簽下布蘭克利，布蘭克利隨香港東方以特邀球隊身分重返PBA委員盃。

## 外部連結
- 海登·布蘭克利在fiba.basketball（英语）
- 海登·布蘭克利在中国男子篮球职业联赛官網
- 海登·布蘭克利在P. LEAGUE+官網
- 海登·布蘭克利在Basketball-Reference.com（國際）（英语）
- 海登·布蘭克利在Eurobasket.com（球員）（英语）
- 海登·布蘭克利在Proballers（英语）
- 海登·布蘭克利在RealGM（球員）（英语）
- 海登·布蘭克利在Flashscore（英语）